# Karel Václav Štěpka
Karel Václav Štěpka (31. května 1908 České Budějovice – 19. října 1989 Praha) byl český hudební skladatel, pedagog a sbormistr.

## Život
Základní hudební vzdělání získal na hudební škole v Českých Budějovicích. Ve studiu pokračoval na Pražské konzervatoři. Studium uzavřel státními zkouškami ze hry na klavír a sborového zpěvu. Skladbu studoval na Akademii múzických umění v Praze u Jaroslava Řídkého. Absolvoval rovněž kurz mikrotonální hudby u Aloise Háby.
V roce 1932 se stal v Soběslavi sbormistrem pěveckého spolku Petr Vok, který řídil až do roku 1939. Přesídlil do Prahy a od roku 1939 vedl Dětský sbor na Vinohradech. V roce 1948 se stal sbormistrem pěveckého sboru Církve československé husitské Farský a učitelem církevního zpěvu na Husově československé bohoslovecké fakultě Univerzity Karlovy. Kromě toho se věnoval i soukromé výuce zpěvu. Mezi jeho žáky patří řada významných zpěváků klasické hudby, ale i pop music. Většinu života pak prožil na pražských Vinohradech po boku své ženy Berty, nevlastního syna Rudolfa a dvou vnuků Rudolfa a Jakuba.

## Dílo
Komponoval převážně písně a sbory, často s husitskými náměty. Jeho skladatelská tvorba byla silně ovlivněna jižními Čechami, kde vyrůstal a kam se rád vracel. Mezi jeho nejznámější skladby patří například Láska za lesem, Na zámeckém plese, Krumlovské burlesky pro zobcovou flétnu a klavír, Navštěv nás, Kriste žádúcí a další. Ve své tvorbě nezapomínal na děti, jeho koncerty určené pro dětské obecenstvo byly velmi oblíbené.
Ve své skladatelské činnosti střídal klasickou hudbu se čtvrttónovými skladbami. Mezi tyto skladby patří např. Meditace pro housle a violoncello (1947), Sonáta pro čtvrttónový klavír (1948) nebo smyčcový kvartet Ten Pán velíť se nebáti.